# Grand Point
Grand Point – jednostka osadnicza w Stanach Zjednoczonych, w stanie Luizjana, w parafii St. James.